# اداره کل اطلاعات اوکراین
اداره کل اطلاعات اوکراین (انگلیسی: Main Directorate of Intelligence) سرویس اطلاعات نظامی دولت اوکراین است. این سازمان، سازمانی وابسته به وزارت دفاع است، نه ستاد کل نیروهای مسلح اوکراین.
این سازمان پس از انحلال اتحاد جماهیر شوروی و استقلال اوکراین، از دارایی‌های اطلاعاتی موجود در مناطق نظامی کی‌یف، اودسا و کارپات نیروهای مسلح شوروی و اداره اطلاعات اصلی آن تأسیس شد.
اداره اطلاعات ستاد کل نیروهای مسلح اوکراین در فوریه ۱۹۹۲ تأسیس شد. بر اساس فرمان ریاست جمهوری صادر شده در ۷ سپتامبر ۱۹۹۲، اداره اطلاعات نظامی استراتژیک وزارت دفاع ایجاد شد. وجود دو سازمان جداگانه با مسئولیت‌های مشابه و گزارش‌دهی به مقامات مختلف، مانع توسعه یک سیستم اطلاعات نظامی مؤثر شد.